# Horacio
Quinto Horacio Flaco  (Venusia, hoy Venosa, Basilicata, 8 de diciembre de 65 a. C.-Roma, 27 de noviembre de 8 a. C.), conocido como Horacio, fue el principal poeta lírico y satírico en lengua latina.
Fue un poeta reflexivo, que expresaba aquello que deseaba con una perfección casi absoluta. Los principales temas que trató en su poesía son el elogio de una vida retirada («beatus ille») y la invitación de gozar de la juventud («carpe diem»), temas retomados por poetas españoles como Garcilaso de la Vega y Fray Luis de León. Escribió, además, epístolas (cartas), las últimas de las cuales, dirigida «A los Pisones», es conocida como Arte poética.[cita requerida]
Horacio también creó elegantes versos hexamétricos (Sátiras y Epístolas) y cáustica poesía poesía yámbica (Epodos). Los hexámetros son obras divertidas pero serias, de tono amistoso, lo que llevó al antiguo satírico Persio a comentar: ".
Su carrera coincidió con el trascendental cambio de Roma de república a imperio. Oficial del ejército republicano derrotado en la Batalla de Filipos en el 42 a. C., se hizo amigo de la mano derecha de Octavio en asuntos civiles, Mecenas, y se convirtió en portavoz del nuevo régimen. Para algunos comentaristas, su asociación con el régimen era un delicado equilibrio en el que mantenía una fuerte dosis de independencia (era "un maestro del elegante paso lateral") pero para otros era, en la frase de John Dryden, "un esclavo de la corte bien educado".

## Biografía

Horacio Flacci Sermonum (1577)

Horacio puede considerarse el primer autobiógrafo del mundo. En sus escritos, nos cuenta mucho más sobre sí mismo, su carácter, su desarrollo y su forma de vida, que cualquier otro gran poeta de la antigüedad. Parte del material biográfico contenido en su obra puede complementarse a partir de la breve pero valiosa "Vida de Horacio" de Suetonio (en sus Vidas de los poetas).

### Infancia
Nació el 8 de diciembre del año 65 a. C. en los Samnite sur de Italia. Su ciudad natal, Venosa, se encontraba en una ruta comercial en la región fronteriza entre Apulia y Lucania (Basilicata). En la zona se hablaban varios dialectos itálicos, lo que quizá enriqueció su sensibilidad lingüística. Podría haber estado familiarizado con palabras griegas incluso de niño y más tarde se burló de la jerga mezcla de griego y osco que se hablaba en la vecina Canusium. Una de las obras que probablemente estudió en la escuela fue la Odyssia de Livio Andrónico, impartida por maestros como el 'Orbilius' mencionado en uno de sus poemas. Los veteranos del ejército podrían haberse asentado allí a expensas de las familias locales desarraigadas por Roma como castigo por su participación en la  Guerra Social (91-88 a. C.). Tal migración patrocinada por el Estado debió de añadir aún más variedad lingüística a la zona. Según una tradición local relatada por Horacio, una colonia de romanos o latinos se había instalado en Venusia después de que los samnitas hubieran sido expulsados a principios del siglo III. En ese caso, el joven Horacio pudo haberse sentido romano aunque también hay indicios de que se consideraba samnita o sabelio de nacimiento. Los italianos, tanto modernos como antiguos, siempre han sido devotos de sus ciudades natales, incluso después de haber triunfado en el resto del mundo, y Horacio no fue diferente. A lo largo de sus poemas aparecen imágenes de su infancia y referencias a ella.
El padre de Horacio fue probablemente un veneciano hecho cautivo por los romanos en la Guerra Social, o posiblemente descendía de un  sabino capturado en las guerras samnitas. En cualquier caso, fue esclavo durante al menos parte de su vida. Sin embargo, era evidentemente un hombre de grandes habilidades y consiguió obtener su libertad y mejorar su posición social. Así, Horacio afirmó ser el hijo nacido libre de un próspero 'coactor'. El término "coactor" podía denotar diversas funciones, como la de recaudador de impuestos, pero su uso por Horacio fue explicado por los scholia como una referencia al "coactor argentareus", es decir, un subastador con algunas de las funciones de un banquero, que pagaba al vendedor con sus propios fondos y más tarde recuperaba la suma con intereses del comprador.
Era hijo de un esclavo liberto, si bien nació cuando su padre ya gozaba de la libertad. Su padre, aunque pobre, invirtió mucho dinero en la educación de su hijo, acompañándolo a Roma donde inició sus estudios de Gramática con Orbilio y, es probable, los de retórica con Heliodoro. A los 20 años se trasladó a Atenas para estudiar griego y Filosofía en la Academia con Teomnesto, donde tomó contacto por primera vez con el epicureísmo. Horacio siempre reconoció los cuidados y el gran sacrificio que su padre hizo por él, su relación es uno de los más bellos episodios de amor filial que sobreviven del periodo clásico.
Más tarde, el poeta le rindió homenaje en un poema que un erudito moderno considera el mejor monumento de un hijo a su padre. El poema incluye este pasaje:

Si mi carácter está viciado por algunas faltas menores, pero por lo demás es decente y moral, si sólo puedes señalar algunas manchas dispersas en una superficie por lo demás inmaculada, si nadie puede acusarme de avaricia, ni de mojigatería, ni de despilfarro, si vivo una vida virtuosa, libre de mancilla (perdona, por un momento, mi autoelogio), y si soy para mis amigos un buen amigo, mi padre merece todo el crédito.... Tal como es ahora, merece de mí gratitud y alabanza sin reservas. Nunca podría avergonzarme de un padre así, ni siento ninguna necesidad, como mucha gente, de disculparme por ser hijo de un liberto. 

Nunca mencionó a su madre en sus versos y es posible que no supiera mucho de ella. Tal vez ella también había sido esclava.
Tras el asesinato de Julio César, se unió al partido republicano, formando parte del ejército que Marco Junio Bruto preparaba en Grecia para oponerse a los triunviros Octavio, Lépido y Marco Antonio, siendo nombrado tribuno militar. El ejército republicano fue derrotado en la doble batalla de Filipos (42 a. C.), en la cual, dadas sus escasas aptitudes militares, hubo de escapar para salvar así su vida. Cuando Octavio decretó una amnistía a favor de aquellos que habían luchado en su contra, Horacio decidió volver a Roma. Conoció entonces la noticia de la muerte de su padre y la confiscación de sus propiedades. Sumido en la pobreza, consiguió no obstante trabajo como escribano de cuestor, un puesto que le permitió practicar su arte poético.
Con el tiempo, Horacio fue ganando el respeto y la admiración de los círculos literarios romanos, al que pertenecían Virgilio y Lucio Vario Rufo, quienes le presentaron a Cayo Mecenas (38 a. C.), amigo y consejero de César Augusto. El emperador le brindó su protección, llegó a ofrecerle un puesto como secretario personal, si bien Horacio declinó debido a sus principios epicúreos. Mecenas llegó a convertirse en su protector y amigo personal, y obsequió a Horacio con una finca en Tiber, en las montañas Sabinas (33 a. C.), donde el poeta se retiró a redactar sus obras. Su amistad fue tal que fueron enterrados uno junto al otro.

## Obra
Su obra poética no se redujo al subgénero de la lírica, sino que también tocó otros aspectos del conocimiento. Los críticos proponen dos periodos de su producción.
Un primer período en el que compuso las Sátiras, una poesía donde da una versión de la cultura humana y una visión del comienzo de la humanidad, y que presenta abundantes elementos autobiográficos que persiguen un fin moral. También compuso los Epodos, composiciones de carácter lírico en las que tampoco está ausente la crítica social. El epodo es una composición de origen griego destinada al insulto y al improperio. Algunos de los epodos de Horacio conservan este carácter, pero otros son de carácter eminentemente lírico. Destaca aquel cuyo comienzo, Beatus ille, ha dado nombre a un tema literario, la alabanza de la vida en el campo.
En el segundo periodo escribiría las Odas y las Epístolas. Las odas son composiciones de carácter lírico que constituyen la obra cumbre de la lírica latina. Son cuatro libros con un total de 104 odas. En ellos se jacta de haber sido el primero en trasplantar al latín la lírica eolia en su conjunto, imitando los temas y los metros líricos griegos, sobre todo de Alceo, Safo y Anacreonte. Horacio tiene conciencia de que sus odas son lo mejor de su obra y afirma que serán más duraderas que el bronce.
En las Odas el componente fundamental es el lírico. Podemos agrupar las odas en varios grupos temáticos: alabanza de Augusto, elogio de la amistad, tema filosófico y moral, el amor, y finalmente el campo y la naturaleza. Expone el poeta su filosofía de la vida: hay que saber hacer uso de las riquezas y ser generoso; no hay que dejarse abatir por la adversidad y debe uno gozar de los bienes presentes, que son precarios; lo mejor para ser feliz es la «áurea medianía» («aurea mediocritas»). Hay una invitación a gozar del momento presente, ya que el día de mañana es incierto: «carpe diem». Este tema tendrá gran fortuna en la literatura universal.
Las Epístolas son la poesía de la reflexión moral y filosófica. Entre estas últimas destaca Epistula ad Pisones, más conocida como Arte poética, en la que sienta principios de preceptiva literaria que han tenido durante siglos pervivencia en nuestra cultura.

## Influencia

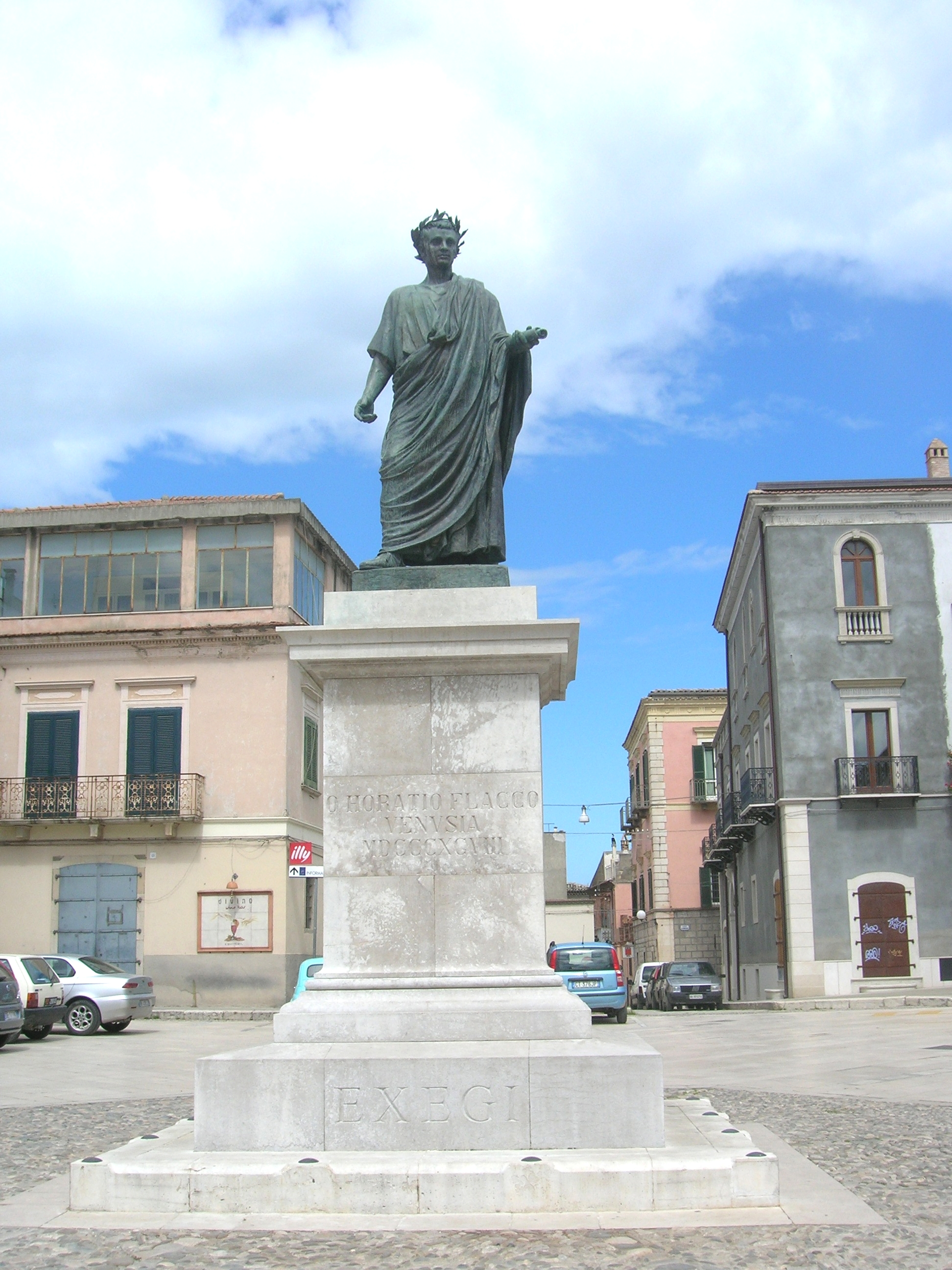
Estatua de Horacio en Venosa.

Los temas y tópicos creados por Horacio gozarán de un respaldo universal a lo largo de la literatura posterior a su fallecimiento. Esencialmente partiendo desde el Renacimiento es difícil no hallar una sola composición influida por los tópicos o las formas horacianas. Así, destacan poetas como Ronsard, Petrarca o Garcilaso, que se vieron envueltos por la dulzura y las reflexiones horacianas. En España podemos encontrar grandes influencias horacianas en Fray Luis de León, que prácticamente lo parafrasea en algunas de sus poesías, José Cadalso o Leandro Fernández de Moratín; e incluso otros autores que seguirán el camino labrado por el poeta romano. Algunos poetas ingleses se verán también influidos por Horacio, como John Keats o John Milton.
Más adelante, en la Generación del 27, también encontraremos influencias horacianas en poetas como en el vallisoletano Jorge Guillén. Su figura sigue asociada hoy día a los tópicos a los que le asoció la Edad Media, y que ahora pueden considerarse casi más medievales que plenamente romanos: la «aurea mediocritas», el «carpe diem» y el «beatus ille». No obstante, la vitalidad de Horacio, pese a cierto anacronismo en su perspectiva que revela el siglo XXI, sigue activa como uno de los clásicos latinos más extraordinarios, junto a otros como Cicerón, Virgilio, Ovidio y demás artistas inmortales.

## Cronología
- Año 65 a. C. Nace Horacio.

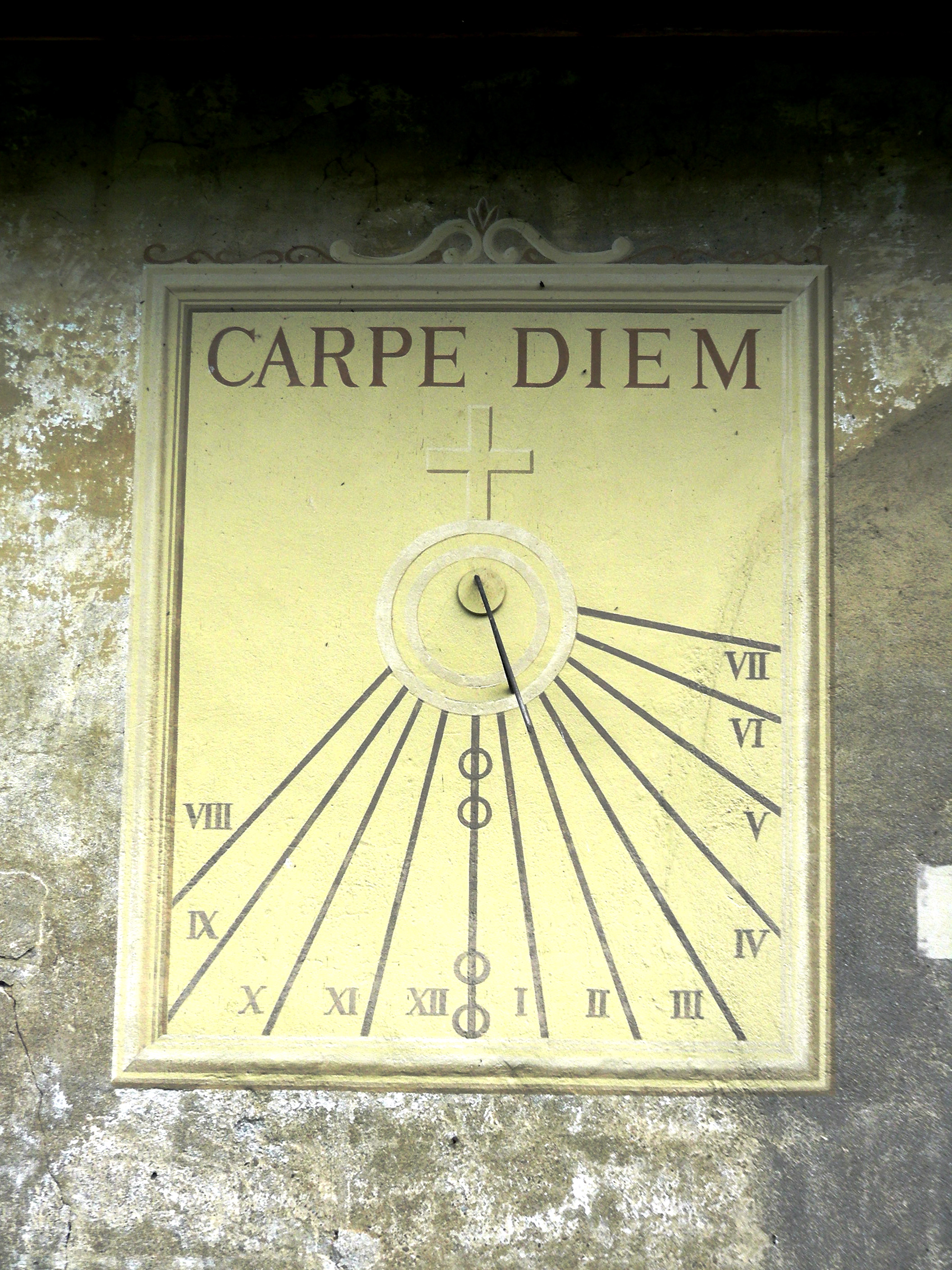
Carpe diem.

- 63. Nace Octavio. Conjuración de Catilina.
- 60. Constitución del llamado Primer Triunvirato (Julio César, Pompeyo y Craso).
- 53. Derrota de Craso en Carras por los partos.
- 49. Julio César pasa el río Rubicón. Guerra civil entre Julio César y Pompeyo.
- 48. Victoria de Julio César en Farsalia.
- 45. Llega Horacio a Atenas.
- 44. Asesinato de Julio César.
- 43. Guerra de Módena. Constitución del Segundo Triunvirato (Octavio, Marco Antonio y Lépido). Proscripciones y muerte de Marco Tulio Cicerón. Nacimiento de Ovidio.
- 42. Victoria de los cesarianos en Filipos. Horacio entre los derrotados.
- 39. Presentación de Horacio a Mecenas.
- 37. Viaje a Brindisi con ocasión de la conferencia de Tarento.
- 36. Derrota de Sexto Pompeyo en Nauloco.
- 35. Publicación del primer libro de Sátiras.
- 31. Victoria de Octavio en Accio sobre Marco Antonio y Cleopatra.
- 30. Publicación del libro II de Sátiras y el libro de los Epodos.
- 27. Fin de la ilegalidad revolucionaria. Octavio recibe el título de Augusto.
- 23. Publicación de los tres primeros libros de Odas.
- 20. Publicación del primer libro de Epístolas.
- 19. Mueren Virgilio y Tibulo.
- 17. Celebración de los Juegos Seculares. Canto secular.
- 15. Publicación del libro II de las Epístolas.
- 13. Publicación del libro IV de las Odas.
- 8 a. C. Muere Mecenas. Muere Horacio.